# Планета-сирота

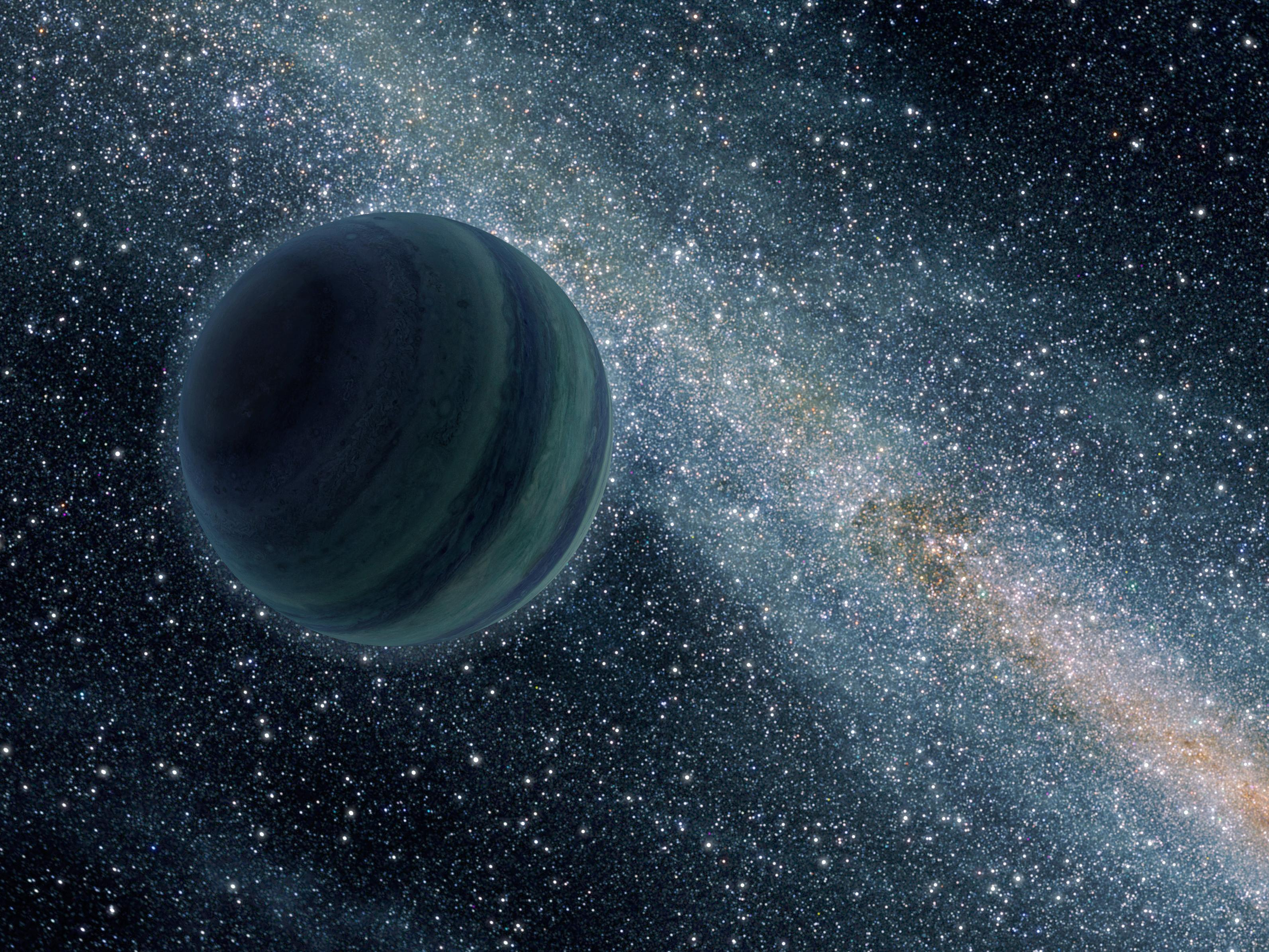
Художественное изображение межзвёздной планеты

Планета-сирота (другие возможные названия — планета-бродяга, планемо, планета-странник, межзвёздная планета, свободно плавающая планета, свободнолетящая планета, квазипланета, одиночная планета, блуждающая планета или планета-изгой) — межзвёздный объект, имеющий массу, сопоставимую с планетарной, и шарообразную форму и являющийся по сути планетой, но не привязанный гравитационно ни к какой звезде, коричневому карлику или другой планете (хотя может иметь спутники). Если такая планета находится в галактике, она обращается непосредственно вокруг галактического ядра (период обращения обычно очень велик). В противном случае речь идёт о межгалактической планете, и планета не обращается вокруг чего-либо.
Такие планеты могут появляться путём схода с орбиты вокруг звезды в результате какого-либо катаклизма. В возможность формирования таких планет вне связи со звёздами большинство специалистов не верят. Если всё же подобный объект сформировался без материнской звезды, его, по мнению некоторых астрономов, не следует называть планетой: согласно этой позиции, к планетам надо относить лишь те объекты, которые образовались в газопылевом диске вокруг звезды. К примеру, газовый гигант с массой меньше коричневого карлика, не имеющий звезды, вокруг которой он вращается, должен определяться не как планета, а как субкоричневый карлик (это класс звёзд, а не планет, хотя в субкоричневых карликах не протекают термоядерные реакции), поскольку механизм формирования таких объектов аналогичен формированию звёзд.
Международный астрономический союз предложил относить эти планеты к субкоричневым карликам. Другие астрономы считают, что нужно такие планеты отнести к классу планетар как подвид планеты.
Некоторые астрономы говорят о случаях обнаружения таких небесных тел, но такие случаи не подтверждены. Массы PSO J318.5-22, CFBDSIR 2149-0403 и WISE 0855-0714 подтверждены, и они могут считаться планетами-сиротами, если не классифицировать их как субкоричневые карлики.
Учёные, проанализировавшие более 2,6 тысячи наблюдений странствующих планет, выполненных с 2010 по 2015 год в рамках четвёртого этапа проекта OGLE, пришли к выводу, что планеты-сироты, как правило, являются суперземлями.
В 2011 году на основе десяти событий микролинзирования учёные пришли к выводу, что в галактике Млечный путь имеется около 200 млрд планет-сирот. В 2017 году их число сократили вдвое, так как большая часть событий микролинзирования вызывается не планетами-сиротами, а экзопланетами, входящими в состав звёздных систем.
В публикации 2021 года команда астрономов сообщила об открытии в нашей Галактике в созвездиях Скорпиона и Змееносца при помощи нескольких наземных и космических обсерваторий (VLT, VISTA, VST, MPG/ESO и др.) от 70 до 170 (в зависимости от предполагаемого возраста) новых планет-сирот, сравнимых по массе с Юпитером. Эти планеты, скорее всего, сформировались вокруг звезд, но затем были выброшены из своей системы. В Млечном Пути может оказаться несколько миллиардов свободно блуждающих гигантских планет-сирот.

## Сохранение тепла в межзвёздном пространстве
В 1998 году профессор Давид Стивенсон написал работу на тему «Возможное существование жизни в межзвёздном пространстве».
В этой работе Стивенсон указывает, что несмотря на холод межзвёздного пространства, планеты-гиганты, подобные Юпитеру, не остынут до абсолютного нуля, а будут подпитывать себя теплом из внутренних источников. В этом им поможет толстая водородная атмосфера, непрозрачная в инфракрасном диапазоне, которая будет препятствовать потере планетой тепла.
Во время формирования планетной системы, в том числе и Солнечной, некоторые небольшие тела могли покинуть её и «сбежать» в открытый космос. По некоторым предположениям (см. гипотеза о пятом газовом гиганте), такое могло случиться и с достаточно массивными телами.
По мере удаления тела от своей звезды непрерывно сокращается поступление от неё тепла, особенно ультрафиолетового излучения, в результате чего планета может легко удержать лёгкие газы, даже такая небольшая планета как Земля легко бы удержала водород и гелий.
Было вычислено, что для объекта с массой Земли сильное давление водорода, которое бы составило не менее тысячи атмосфер, создало бы практически идеальный адиабатический процесс. Энергии распада радиоактивных изотопов было бы достаточно даже для поддерживания плюсовой температуры, и могла бы существовать жидкая вода. Поэтому не исключено наличие океанов, которые бы состояли из жидкой воды. Также предполагается, что планеты могут иметь высокую геологическую активность в течение длительного времени, имея подводные вулканы и защищающее магнитное поле. Это может служить источником энергии для жизни.
Авторы работ признают, что установить наличие жизни на межзвёздных планетах будет практически невозможно — атмосфера планеты будет полностью поглощать всё инфракрасное излучение, исходящее от живых организмов.
Моделирование также показало, что в случае какого-либо катаклизма, который выбрасывает планету вне своей системы, пять процентов систем, аналогичных системе Земля — Луна, остаются целыми. Большой спутник будет служить источником сильных приливных сил, которые могут нагревать систему.

## Некоторые особенности спутников планет-сирот
Некоторые экзопланеты, такие как планемо 2M1207 b, которое вращается вокруг коричневого карлика, имеют обширное пылевое облако из мелких частиц. Если достаточно большие экзопланеты сформируются вне звезды, то вокруг них могут впоследствии сформироваться спутники поменьше, в том числе планеты земного типа. Такие спутники-планеты не могут быть однозначно причислены как к сиротам, так и полноценным планетам (экзолунам), поскольку материнский объект сам является планетой-сиротой, в то же время по механизму формирования нет отличий от формирования Солнечной или иной системы.

## В искусстве
В романе Франсуа Борда (Франсиса Карсака) «Бегство Земли» (1960) рассматривается перемещение Земли и Венеры в соседние звездные системы.
На планете-сироте под названием Уорлорн разворачивается действие научно-фантастического романа американского писателя Джорджа Мартина «Умирающий свет» (1978).
В повести китайского фантаста Лю Цысиня «Блуждающая Земля» (2000, в 2019 экранизированной) учёные Земли выяснили, что Солнце в ближайшие 400 лет эволюционирует в состояние красного гиганта и поглотит объекты Солнечной системы. Чтобы избежать гибели земной цивилизации, был разработан план по изменению орбиты Земли и выводу её за пределы Солнечной системы. Через две с половиной тысячи лет Земля должна достигнуть окрестностей Альфы Центавра, а в течение этого долгого путешествия она будет планетой-сиротой; а во втором фильме показывает, что ей ещё придется лишиться Луны (отсоединиться от ее притяжения), чтобы воплотить миграцию Земли (помимо этого, придётся позаимствовать гравитацию Юпитера для полёта к Альфа Центавра, пережить кристаллизацию атмосферы Земли после пересечения орбиты Плутона, побыть в мраке на протяжении 1300 лет во время скольжения по межзвёздному пространству на пути к другой звёздной системе и адаптироваться к свету другой звездной системы).
В фильме «Меланхолия» Ларса фон Триера Земля гибнет от столкновения с крупной планетой-сиротой.
В британском телесериале «Доктор Кто» (1963-...) есть планета-близнец Земли–Мондас, которая находилась в гравитационном балансе с Землёй, но после появления Луны он нарушился и Мондас стал планетой-сиротой.